# علم أسماء الأماكن
علم أسماء الأماكن أو دراسة أسماء المكان أو علم الأسماء الطبغرافية أو علم أسماء البلدان أو الأماكنية أو التَسْمِيَةٌ المَوضِعِيَّة (بالإنجليزية: Toponymy)‏ هي العلم المعلق على مكان من الأمكنة. وهو مشتق من علم دراسة أسماء الْأعلام.